# Communauté de communes Caux-Austreberthe
Pour les articles homonymes, voir Caux (homonymie).
La Communauté de communes Caux-Austreberthe est une communauté de communes française, située dans le département de la Seine-Maritime en région Normandie.

## Historique
L'intercommunalité a été créée par un arrêté préfectoral du 28 décembre 2001 qui a pris effet le 1er janvier 2002.
Conformément aux prescription du schéma départemental de coopération intercommunale (SDCI) approuvé par le préfet en 2016, la communauté de communes a intégré le 1er janvier 2017 deux communes appartenant auparavant à la communauté de communes du Plateau Vert : Blacqueville et Bouville.

## Toponymie
L'intercommunalité tire son nom de l'Austreberthe, une rivière dont la source est située sur la commune de Sainte-Austreberthe et  qui se jette dans la Seine, ainsi que du Pays de Caux, qui structurent le territoire communautaire.

## Territoire communautaire

### Géographie
Située dans l'ouest du département de la Seine-Maritime, la communauté de communes Caux-Austreberthe regroupe 9 communes et s'étend sur 88,5 km2.

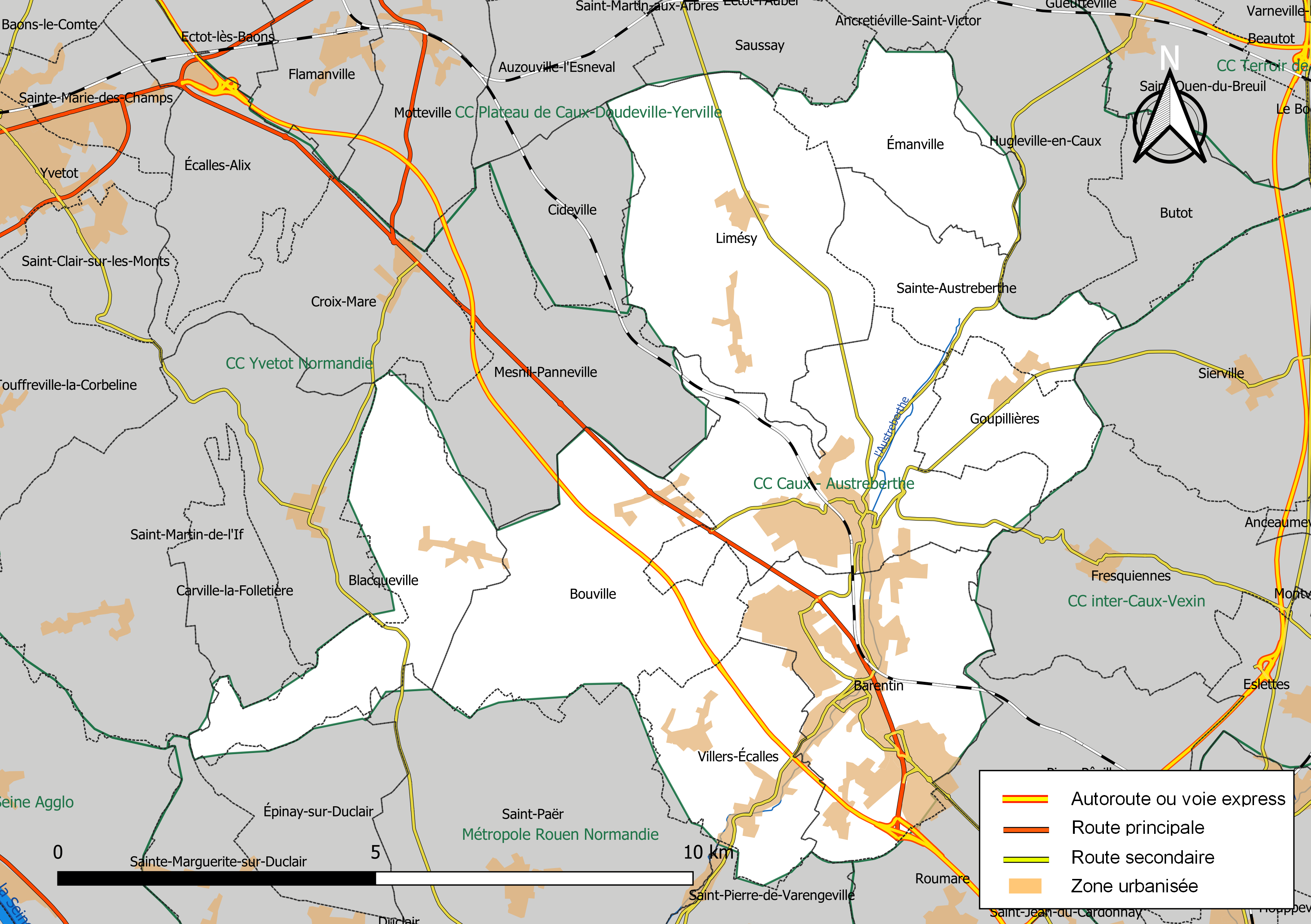
Carte de la communauté de communes Caux-Austreberthe au 1er janvier 2019.

### Composition
En 2024, la communauté de communes est composée des 9 communes suivantes :

| Nom                 | Code Insee | Gentilé           | Superficie (km2) | Population (dernière pop. légale) | Densité (hab./km2) |
| ------------------- | ---------- | ----------------- | ---------------- | --------------------------------- | ------------------ |
| Pavilly (siège)     | 76495      | Pavillais         | 14,19            | 6 095 (2022)                      | 430                |
| Barentin            | 76057      | Barentinois       | 12,74            | 12 227 (2022)                     | 960                |
| Blacqueville        | 76099      | Blacquevillais    | 10,02            | 683 (2022)                        | 68                 |
| Bouville            | 76135      |                   | 12,48            | 1 029 (2022)                      | 82                 |
| Émanville           | 76234      |                   | 6,43             | 768 (2022)                        | 119                |
| Goupillières        | 76311      |                   | 4,13             | 434 (2022)                        | 105                |
| Limésy              | 76385      | Limésiens         | 15,01            | 1 521 (2022)                      | 101                |
| Sainte-Austreberthe | 76566      |                   | 6,13             | 664 (2022)                        | 108                |
| Villers-Écalles     | 76743      | Villers-Écaillois | 7,41             | 1 716 (2022)                      | 232                |

### Démographie
| 1968   | 1975   | 1982   | 1990   | 1999   | 2009   | 2014   | 2020   |
| ------ | ------ | ------ | ------ | ------ | ------ | ------ | ------ |
| 18 788 | 20 582 | 23 244 | 24 317 | 25 055 | 24 602 | 24 958 | 25 189 |

## Organisation

### Siège
Le siège de l'intercommunalité est en mairie de  Pavilly, 

### Élus
La communauté de communes est administrée par son conseil communautaire, composé pour la mandature 2020-2026 de 39 conseillers municipaux représentant chacune des  communes membres en fonction de leur population et de la manière suivante :

- 18 délégués pour Barentin ;

- 10 délégués pour Pavilly ; 

- 3 délégués pour Villers-Escalles ; 

- 2 délégués pour Limésy et Bouville ;

- 1 délégué ou son suppléant, pour les autres communes.

Au terme des élections municipales de 2020 dans la Seine-Maritime, le conseil communautaire a élu son nouveau président, Christophe Bouillon, maire de Barentin, ainsi que ses 8 vice-présidents, qui sont les autres maires de l'interommunalité :
1. Daniel Gressent, maire de Sainte-Austreberthe (commission cycle de l’eau) ;
2. Francois Tierce , maire de Pavilly (développement économique et santé) ;
3. jean-Christophe Emo, maire de Villers-Écalles (finances et mobilité durable) ;
4. Jean François Chemin, maire de Limésy (numérique) ;
5. Patrice Fromentin, maire d'Émanville (solidarité affaires sociales)[8] ;
6. François Dodelin, maire de Goupillières (sport) ;
7. Thierry Lermechain, maire de Bouville (culture et promotion touristique) ;
8. Sylvain Bulard, maire de Blacqueville (collecte et traitement des déchets).

Ensemble, ils forment le bureau de la communauté de communes pour la mandature 2020-2026.

### Liste des présidents
| Période      | Période      | Identité            | Étiquette     | Qualité |
| ------------ | ------------ | ------------------- | ------------- | --- |
| 2001         | juillet 2020 | Michel Bentot       | PRG puis MRSL | Instituteur retraité Maire de Barentin (1989 → 2020) Conseiller général de Pavilly (1992 → 1998)                                |
| juillet 2020 | En cours     | Christophe Bouillon | PS            | Maire de Barentin (2020 → ) Député de la Seine-Maritime (5e circ.) (2007 → 2020) Conseiller départemental de Barentin (2015 → ) |

### Compétences
La communauté de communes exerce les compétences qui lui ont été transférées par les communes membres, dans les conditions déterminées par le code général des collectivités territoriales. Il s'agit de :
- développement économique ;
- Collecte et traitement des ordures ménagères ;
- gestion et le fonctionnement de la piscine intercommunale, fixation de tarifs au bénéfice des  résidents locaux de plus de 60 ans et à tous pour les activités adultes et enfants ;
- financement des sorties pédagogiques des  écoles  maternelles  et  élémentaires  à  hauteur  de  300  €  par  classe  et  par  année  civile ;
- transport   des   élèves   des   écoles   maternelles   et  élémentaires  publiques  vers  la  piscine  communautaire ;
- participation  financière  à  l’organisation  de  manifestations  sportives  à  vocations intercommunale ;
- organisation de manifestations sportives (Olympiades) dans les communes ;
- accueil  dans  les  centres  de  loisirs  de  Barentin  et  Pavilly  des  enfants, ainsi que l'accès à la  bibliothèque-médiathèque   Pierre-Mendès    France    à    Barentin aux  conditions tarifaires des résidents locaux ;
- attribution  de  fonds  de  concours  aux  communes ;
- gestion  de  l’aire  d’accueil  des  gens  du  voyage ;
- gestion  du  personnel  et  des  frais  de  fonctionnement  du  relais d’assistantes maternelles ;
- instruction   des   autorisations   d’urbanisme ;
- adhésion  de  la  communauté  de  communes  aux  missions  locales  pour  l’emploi,  en lieu et place des communes ;
- gestion de l’eau et de l’assainissement
- développement du haut-débit ;
- prolongement de la voie verte.

### Régime fiscal et budget
La communauté de communes est un établissement public de coopération intercommunale à fiscalité propre.
Afin de financer l'exercice de ses compétences, la communauté de communes perçoit une fiscalité additionnelle aux impôts locaux des communes, avec fiscalité professionnelle de zone (FPZ ) et sans fiscalité professionnelle sur les éoliennes (FPE).
Elle ne verse pas de dotation de solidarité communautaire (DSC) à ses communes membres.

### Effectifs
Afin de mettre en œuvre ses compétences, l'intercommunalité employait en 2019 35 agents, dont 29 fonctionnaires tituilaires, 1 fonctionnaire stagiaire et 5 contractuels, dont un cadre de catégorie A, 5 de catégorie B et 21 agents de catégorie C

## Projets et réalisations
Conformément aux dispositions légales, une communauté de communes a pour objet d'associer des « communes au sein d'un espace de solidarité, en vue de l'élaboration d'un projet commun de développement et d'aménagement de l'espace ».
L'intercommunalité a signé en mars 2020 un contrat de territoire  avec le département et la région pour la période 2017-2021, prévoyant la réalisation de :
- étude de revitalisation des centres bourgs ;
- pépinière d'entreprises Talentis (Pavilly) ;
- aménagement d'une aire de covoiturage à Barentin ;
- aménagement de la traversée urbaine de la RD6015 ;
- création d'un lieu de proximité sociale - RPA Richepin (Barentin QPV).